# Asado de puerco

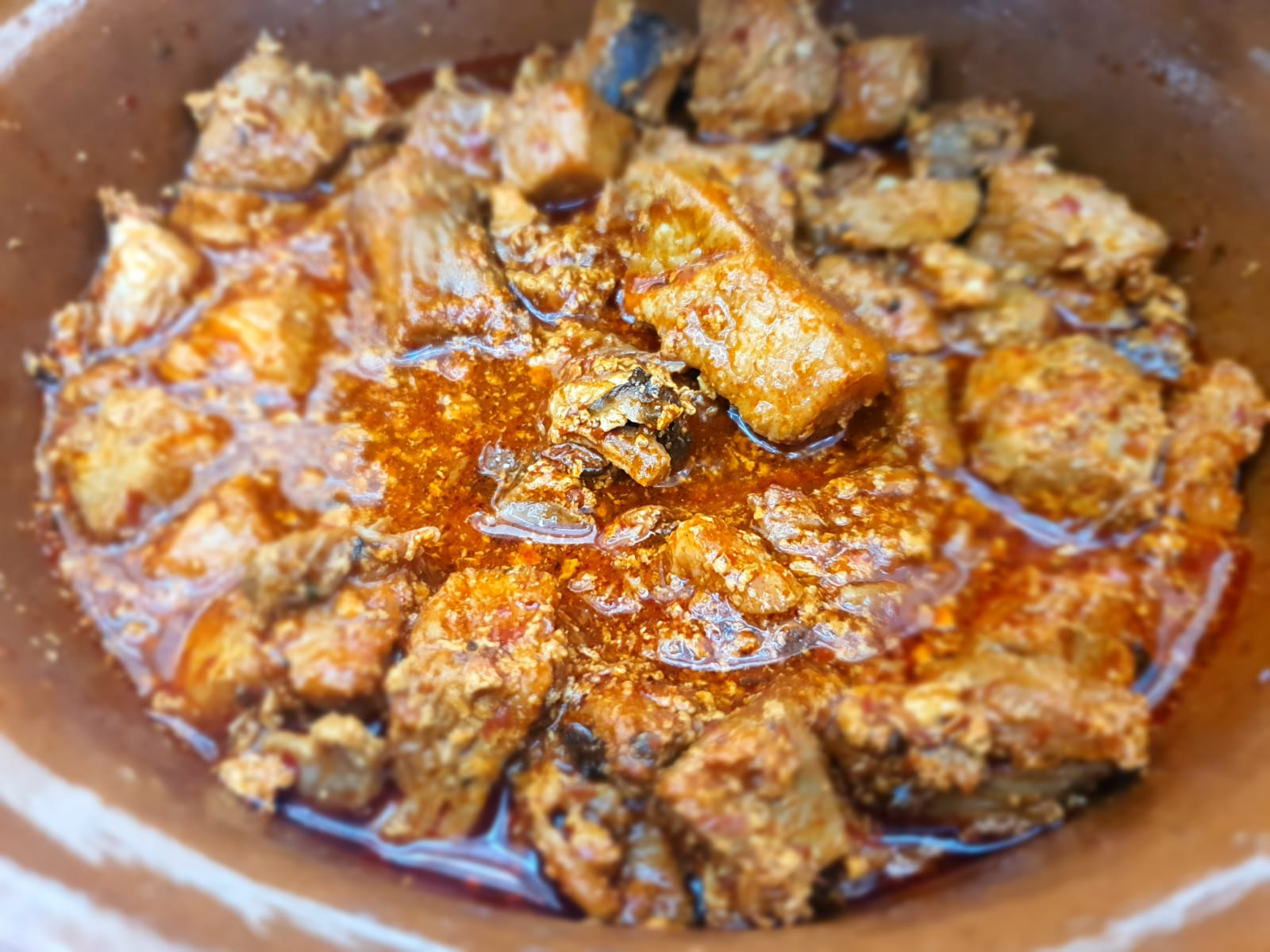
Asado de puerco, platillo típico de Nuevo León.

El asado de puerco es un platillo mexicano, típico de la región noreste de México, que forma parte de la gastronomía tradicional de Nuevo León, y que bien puede encontrarse en una boda tradicional o en un puesto de tacos de guisados en un mercado rodante. La preparación del platillo tiene muchas variantes, pero primordialmente es elaborado con carne de puerco, manteca de puerco, chiles secos, ajo, sal, especias como comino, canela, hojas de laurel, y el toque de la región citrícola, cáscara de naranja; en algunas familias se agrega el jugo de naranja agria para potenciar su sabor, y también el hueso de aguacate para facilitar su digestión.
Se suele acompañar con arroz y frijoles refritos, y se recomienda acompañarlo con unas rodajas de cebolla cruda y chile serrano o piquín.

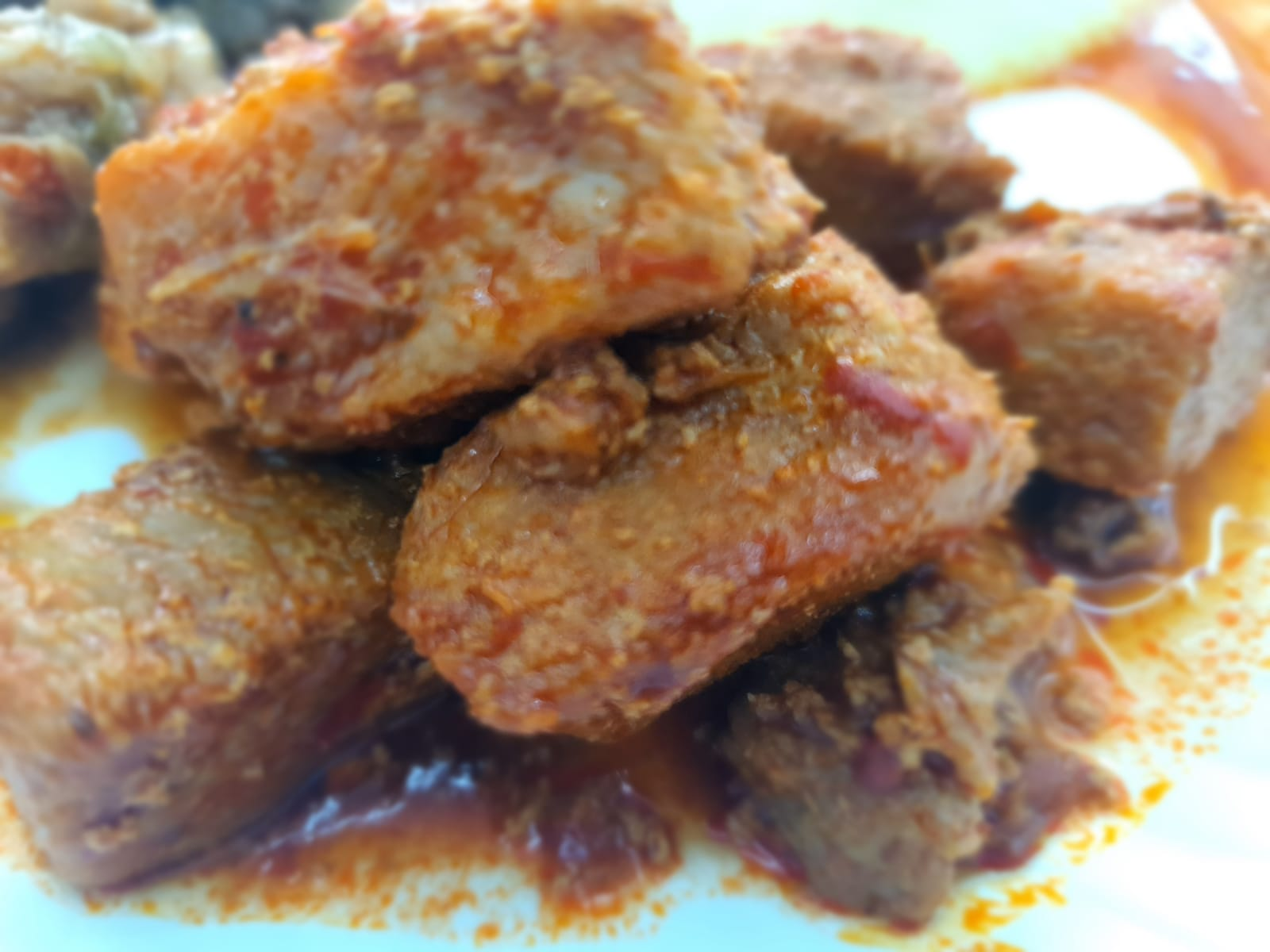
Asado de puerco, platillo típico de Nuevo León.

## Historia del platillo
Aunque se pueden confundir las referencias de la llegada del asado de puerco al noreste de México, por ejemplo, en la comarca lagunera se atribuye su consumo, gracias a las migraciones zacatecanas ocurridas a finales del siglo XIX y principios del siglo XX; el asado de puerco que se cocina en Nuevo León, tiene origen tlaxcalteca, con más de 300 años de antigüedad y en sus orígenes, era el único platillo con carne de puerco que se cocinaba en Nuevo León, de acuerdo a lo que señala la investigación realizada por Katia Schkolnik, en su libro La cocina popular de Nuevo León.
El asado de puerco, platillo tradicional del norte de México. En un inicio, por sus características, era preparado como una forma de preservar la carne cuando no se contaba con neveras.

Las abuelas norestenses lo preparaban en jarros de barro, lo tapaban con lienzos de manta y lo enterraban en la tierra. Esto hacia que al enfriarse la grasa natural que suelta la carne de cerdo hacía una especie de barrera lo que permitía preservar de esta forma el platillo durará por muchos meses.